# Ёри
Ёри (тадж. Ёрӣ) — посёлок городского типа в Пенджикентском районе Согдийской области Таджикистана. Административный центр джамоата Ёри.

## География
Расположен в западной части Согдийской области, в предгорьях Зеравшанского хребта.

## Административное положение
Является центром джамоата Ёри, в состав которого также входят несколько соседних сёл.

## Население
По данным на 2020 год, население посёлка составляет около 14 110 человек. Основное занятие жителей — сельское хозяйство, преимущественно овощеводство, садоводство, животноводство и зерноводство.

## Инфраструктура
В посёлке имеются:
- Средняя школа
- Мечеть
- Медицинский пункт
- Несколько магазинов

## Транспорт
Через Ёри проходит автомобильная дорога местного значения, связывающая посёлок с Пенджикентом и другими населёнными пунктами района.